# 臺北市立大安國民中學
臺北市立大安國民中學，簡稱大安國中，是一所位於台灣臺北市大安區的公立國民中學。

## 學校簡介
於1961年7月3日正式成立，並由聶鍾杉擔任首任校長，命名為臺北市立大安初級中學。1968年實施九年國教後改稱臺北市立大安國民中學。原先為純男校，1989年起開始招收女學生，並於1998年開始實施男女合班至今。2024年共有普通班33班，體育班3班，圍棋班3班，資源班2班，教師編制115人，學生約1,100人。另有附設夜間補習學校3班。2024年12月18日大安國中新校舍正式啟用。

## 歷任校長
1. 聶鍾杉（1961年-1972年）
2. 錢星橋（1972年-1981年）
3. 林明哲（1981年-1989年）
4. 陳金溪（1989年-1992年）
5. 陳必讀（1992年-1995年）
6. 高堂忠（1995年-1997年）
7. 趙吉林（1997年-2001年）
8. 陳維潔（2001年-2009年）
9. 林美霞（2009年-2013年）
10. 洪錫璿（2013年-2021年)
11. 蘇慧君（2021年-2024年）
12. 蔣佳良（2024年-）

## 外部連結
- （繁體中文）大安國中官方網站 （页面存档备份，存于）